# جامعة ميدويسترن
جامعة ميدويسترن (جامعة وسط الغرب)( MWU ) هي مدرسة طبية ومهنية خاصة مع حرم جامعي رئيسي في داونرز جروف، إلينوي وحرم إضافي في غلينديل، أريزونا . تقدم جامعة جامعة ميدويسترن درجات في طب تقويم العظام، علاج الأرجل، طب الأسنان ، البصريات، التخدير الممرض، علم النفس السريري، دراسات مساعد الطبيب، العلاج الطبيعي، الصيدلة ، العلاج المهني، علم أمراض النطق واللغة، العلوم الطبية الحيوية، والطب البيطري. اعتبارًا من عام 2019 ، تم تسجيل ما مجموعه 2932 طالبًا في حرم داونرز جروف و 3،295 طالبًا في حرم جليندال.
تأسست في عام 1900 باسم الكلية الأمريكية لطب وجراحة العظام، تعد كلية شيكاغو لطب تقويم العظام رابع أقدم مدرسة طبية نشطة حاليًا في ولاية إلينوي. توسعت الجامعة على مر السنين بإضافة شهادات وبرامج إضافية.
في عام 1993 وحدت المدرسة هذه البرامج تحت اسم جامعة وسط الغرب. في عام 1995 ، افتتحت المدرسة حرمًا إضافيًا في جليندال، أريزونا ، لتصبح ثاني وأكبر مدرسة طبية لتعليم الطلاب في ولاية أريزونا.
الجامعة معتمدة من قبل لجنة التعليم العالي . كما أن كليات الطب معتمدة من قبل لجنة الجمعية الأمريكية لتقويم العظام التابعة لاعتماد كلية تقويم العظام .

## التاريخ

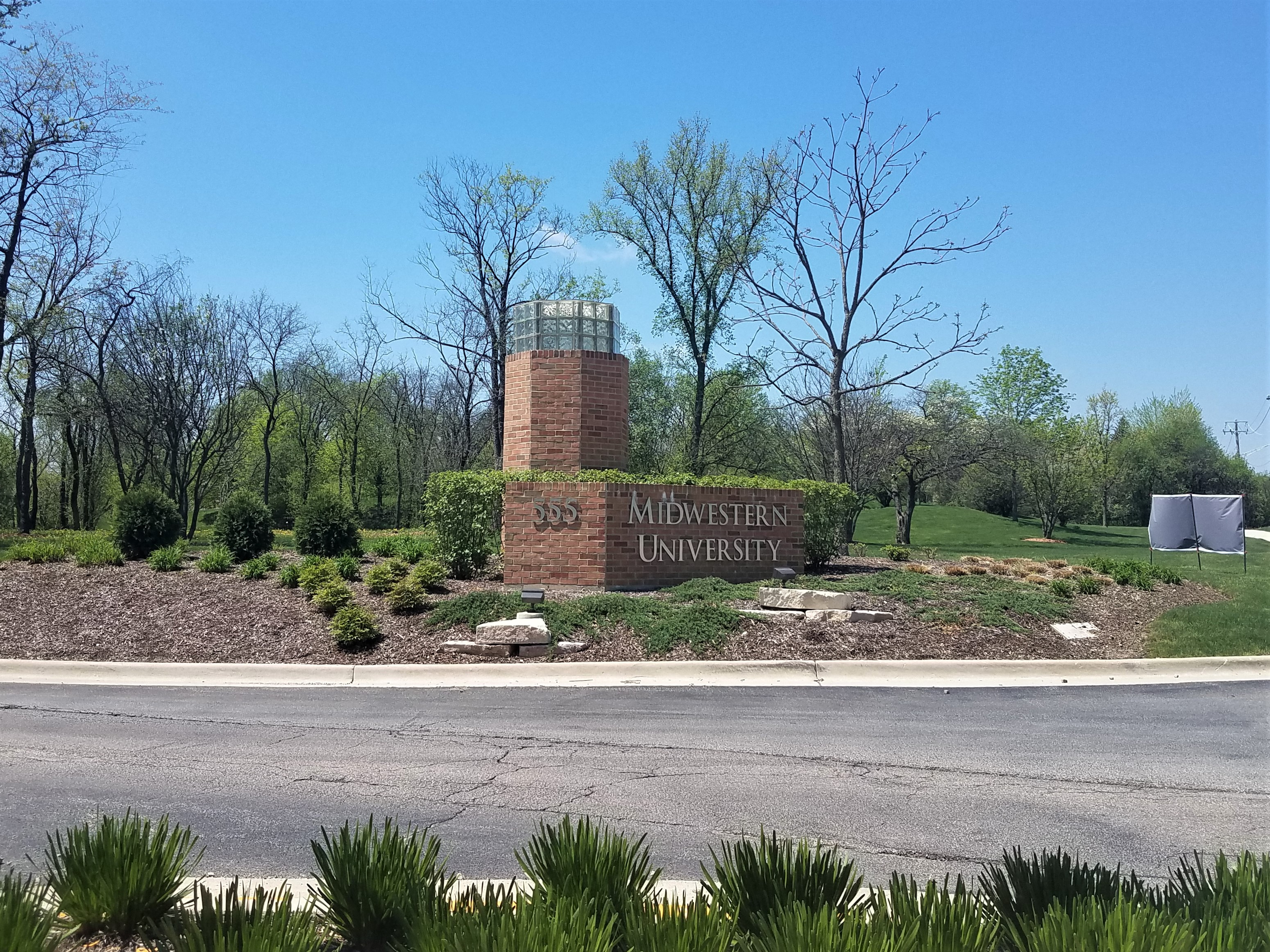
المدخل الرئيسي لحرم داونرز جروف الجامعي.

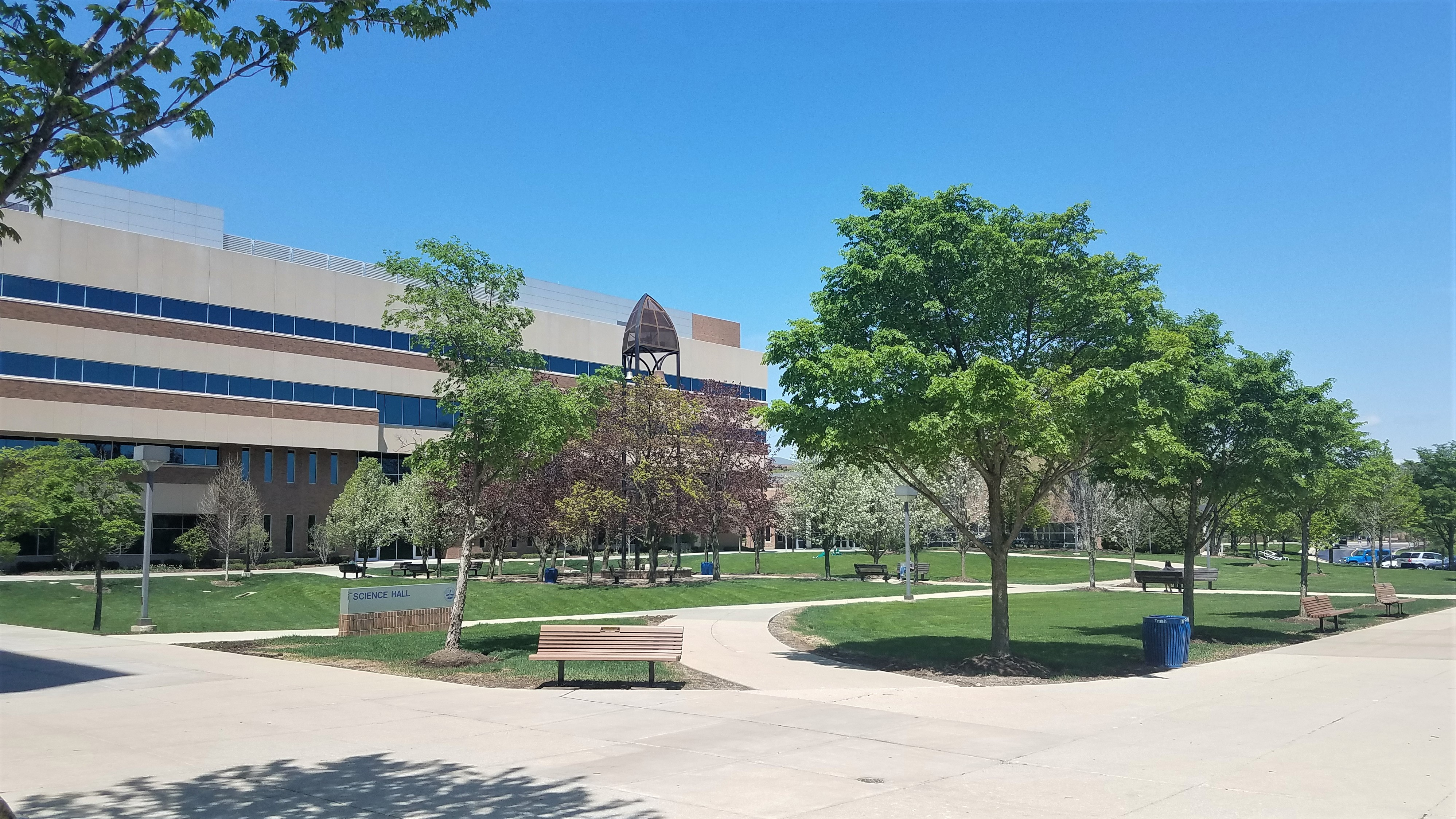
قاعة الكاردينال في حرم داونرز جروف.

تأسست الجامعة في عام 1900 باسم الكلية الأمريكية لطب وجراحة العظام. كانت المدرسة رابع كلية طب في العالم تمنح درجة دكتوراه في طب العظام (DO) ، والأولى في ولاية إلينوي.
في عام 1986 ، انتقلت كلية شيكاغو لطب تقويم العظام من موقعها السابق في هايد بارك ، شيكاغو، إلينوي إلى حرم جديد في الضاحية الغربية لداونرز جروف، إلينوي . في عام 1991 ، تم افتتاح كلية شيكاغو للصيدلة. بدأت كلية العلوم الصحية عام 1992. في عام 1993 وافق مجلس الأمناء بالإجماع على مهمة تعليمية واحدة للمؤسسة ، وتوحيد كلية شيكاغو لطب تقويم العظام ، وكلية شيكاغو للصيدلة ، وكلية شيكاغو للعلوم الصحية في جامعة وسط الغرب.
في عام 1996 ، افتتحت الجامعة حرمًا جديدًا في جليندال، أريزونا . أول كلية في حرم جليندال كانت كلية أريزونا لطب تقويم العظام ، والتي بدأت أولى دوراتها في عام 1996. انضمت الكلية إلى كلية الطب بجامعة أريزونا باعتبارها واحدة من كليتين طبيتين فقط في أريزونا في ذلك الوقت. على غرار نمو الحرم الجامعي في داونرز جروف، توسع حرم جليندال إلى ما وراء تدريب الأطباء فقط من خلال فتح برنامج درجة الماجستير المساعد للطبيب في كلية العلوم الصحية في عام 1997 ، وتأسيس كلية الصيدلة - جليندال في عام 1998 ، كلية طب الأسنان - أريزونا عام 2006 ، وكلية أريزونا للبصريات عام 2009 ، وكلية الطب البيطري عام 2012.
في عام 2010 ، حصلت الجامعة على جوائز الحفظ والمناظر الطبيعية من وكالة حماية البيئة لترميم 9 فدان من الأراضي الرطبة وغابات البلوط.
في عام 2013 ، بدأ حرم داونرز جروف بتقديم برنامج دكتوراه في علم النفس، والذي حصل على اعتماد من جمعية علم النفس الأمريكية. في العام التالي (في 2014) ، افتتحت كلية الطب البيطري في حرم جليندال بتكلفة 90 مليون دولار ،  مع 109،000 قدم مربع مستشفى تعليمي بيطري ، 36،000 قدم مربع مرفق كبير للتعليم الحيوانات ، ومبنى حجرة الدراسة بمساحة 76000 قدم مربع. المدرسة هي المدرسة الطبية البيطرية الوحيدة في ولاية أريزونا ،  وكانت المدرسة الطبية البيطرية التاسعة والعشرون في الولايات المتحدة.
في عام 2018 ، افتتحت الجامعة كلية الدراسات العليا ، التي تقدم برامج درجة الماجستير في العلوم الطبية الحيوية في كلا الحرمين الجامعيين.